# Stig Sandberg
Stig Oskar Sandberg, född 1925 i Boden, död 18 oktober 1961 i Piteå, var en svensk teckningslärare, keramiker, tecknare och målare.
Han var son till målarmästaren Ragnar Sandberg och Selma Mattson och från 1951 gift med Cay Nyman. Efter att han under några år arbetat vid ett ritkontor och bilreservdelslager fick han möjlighet att studera konst för Isaac Grünewald i Stockholm 1944–1945. Han fortsatte därefter sina studier i Paris och Spanien. Han kom att ingå i en Norrlands konstnärsgrupp som leddes av Helge Linden. Separat ställde han ut i Umeå och tillsammans med Montana Lorentz och Jean Carlbrand i Piteå samt tillsammans med Olle Adolfsson i Nordmaling. Han medverkade i en samlingsutställning med Norrlandskonst på Nordiska museet i Stockholm och Norrbottenskonst i Kemi, Finland. Han medverkade i grupputställningar på ett flertal platser tillsammans med Helge Linden, Erik Byström, Fred Andersson och Arne Olsson under namnet Yngre Norrlandskonstnärer. Hans konst består av figurer, interiörer, porträtt, stilleben och landskap samt teckningar. Han var från 1958 anställd som teckningslärare först i Boden och senare vid läroverket och yrkesskolan i Piteå.